# Claudio Imhof
Claudio Imhof (Scherzingen, 26 de setembro de 1990) é um desportista suíço que compete em ciclismo na modalidade de pista, especialista nas provas de perseguição e pontuação; ainda que também disputa carreiras de estrada.
Ganhou uma medalha de bronze no Campeonato Mundial de Ciclismo em Pista de 2016 e quatro medalhas no Campeonato Europeu de Ciclismo em Pista entre os anos 2011 e 2018. Nos Jogos Europeus de 2019 obteve duas medalhas de bronze, nas provas de perseguição individual e por equipas.

## Medalheiro internacional
| Campeonato Mundial | Campeonato Mundial         | Campeonato Mundial | Campeonato Mundial      |
| Ano                | Lugar                      | Medalha            | Competição              |
| ------------------ | -------------------------- | ------------------ | ----------------------- |
| 2016               | Londres ( Reino Unido)     | Medalha de bronze  | Scratch                 |
| Jogos Europeus     |                            |                    |                         |
| Ano                | Lugar                      | Medalha            | Competição              |
| 2019               | Minsk ( Bielorrússia)      | Medalha de bronze  | Perseguição individual  |
| 2019               | Minsk ( Bielorrússia)      | Medalha de bronze  | Perseguição por equipas |
| Campeonato Europeu |                            |                    |                         |
| Ano                | Lugar                      | Medalha            | Competição              |
| 2011               | Apeldoorn ( Países Baixos) | Medalha de prata   | Madison                 |
| 2015               | Grenchen ( Suíça )         | Medalha de bronze  | Pontuação               |
| 2018               | Glasgow ( Reino Unido)     | Medalha de prata   | Perseguição por equipas |
| 2018               | Glasgow ( Reino Unido)     | Medalha de bronze  | Perseguição individual  |

1. ↑  Competiu na rodada de classificação.

## Palmarés
2019
- 1 etapa do Rhône-Alpes Isère Tour[2]